# Ursula Werner
Pour les articles homonymes, voir Werner et Ursula Werner (écrivaine).
Ursula Werner, née le 28 septembre 1943 à Eberswalde (Allemagne), est une actrice allemande.

## Biographie
Formation : Académie des arts dramatiques Ernst Busch (Berlin)

## Filmographie

### Au cinéma
- 1962 : Wind von vorn : Uschi
- 1967 : Frau Venus und ihr Teufel : Moritz
- 1969 : Seine Hoheit - Genosse Prinz : Gabi
- 1970 : Fiete Stein
- 1970 : Netzwerk : Krankenschwester
- 1970 : Weil ich dich liebe : Eva Thiessen
- 1971 : Junger Mann
- 1971 : Zeitgenossen
- 1972 : Der Staatsanwalt hat das Wort
- 1972 : Jule - Julia - Juliane
- 1973 : Zement (de)
- 1974 : Der nackte Mann auf dem Sportplatz : Angela
- 1975 : Broddi
- 1975 : Heute ist Freitag
- 1975 : Jenny
- 1975 : Police 110
- 1976 : Die Trauerrede und andere heitere Begebenheiten
- 1976 : Ein altes Modell
- 1976 : Frau Jenny Treibel
- 1976 : Man nennt mich jetzt Mimi...
- 1977 : Dantons Tod de Fritz Bornemann
- 1977 : Ein irrer Duft von frischem Heu : Dr. Angelika Unglaube
- 1977 : Unterwegs nach Atlantis : Elektra (voix)
- 1978 : Die Leute aus dem Roten Ross
- 1978 : Ein Kolumbus auf der Havel
- 1979 : Ein irrer Duft von frischem Heu
- 1980 : Glück im Hinterhaus : Fräulein Sawatzki
- 1981 : Bürgschaft für ein Jahr : Frau Müller
- 1981 : Die lange Ankunft des Alois Fingerlein
- 1981 : Schöne Ferien
- 1981 : Wäre die Erde nicht rund... : Lydia
- 1982 : Kein Mann für zwei
- 1983 : L'Île aux cygnes (Insel der Schwäne) : la mère de Stefan
- 1984 : Drei Schwestern
- 1984 : Ich liebe Victor
- 1985 : Der verzauberte Weihnachtsmann
- 1985 : Meine Frau Inge und meine Frau Schmidt : Maria
- 1985 : Männerwirtschaft
- 1986 : Die Herausforderung
- 1986 : Schauspielereien
- 1987 : Einzug ins Paradies
- 1987 : Jan Oppen
- 1987 : Märchenzirkus
- 1988 : Danke für die Blumen : Gärtnermeisterin
- 1988 : Die verzauberten Brüder
- 1988 : Ich liebe dich - April !April ! : 2. Ärztin
- 1988 : Stunde der Wahrheit
- 1988 : Vater gesucht
- 1989 : Eine Frau für drei
- 1989 : Grüne Hochzeit : Susannes Mutter
- 1990 : Die Generalin seiner Majestät
- 1990 : Die Übergangsgesellschaft
- 1990 : König Phantasios
- 1991 : Lord Hansi : Christa
- 1992 : Scheusal
- 1995 : Kanzlei Bürger
- 1998 : Tatort
- 2000 : L'Inspectrice de police
- 2001 : Schloss Einstein
- 2002 : Hundsköpfe : Alexanders Mutter
- 2002 : Körner und Köter
- 2002 : Liebesau - die andere Heimat
- 2004 : Land's End
- 2004 : Oegeln
- 2004 : Saniyes Lust
- 2005 : Willenbrock : Kommissarin
- 2008 : Septième Ciel : Inge
- 2008 : Die Anwälte
- 2008 : Jeu de dupes : Marlies
- 2008 : Über Wasser gehen
- 2009 : Am anderen Ende
- 2010 : Bloch
- 2011 : Ein Teller Suppe
- 2011 : Mandy will ans Meer
- 2011 : Pour lui : Renate, Simones Mutter
- 2011 : Brigade du crime
- 2011 : Unten Mitte Kinn
- 2011 : Wintertochter : Lene Graumann
- 2012 : D'une vie à l'autre : Hiltrud Schlömer
- 2012 : Mädchenabend
- 2012 : Nagel zum Sarg
- 2012 : Sicher ist nichts
- 2013 : Der Kriminalist
- 2013 : Deux sœurs : Usch Kerkhoff
- 2013 : Hubert und Staller - Die ins Gras beißen
- 2013 : Mikrokosmonauten
- 2013 : Sputnik : Oma Bode
- 2013 : Teufel
- 2014 : Bornholmer Straße
- 2014 : In aller Freundschaft
- 2015 : SOKO Köln
- 2016 : Die Hände meiner Mutter : Therapeutin / Therapist
- 2016 : SOKO Stuttgart
- 2017 : Die Spezialisten - Im Namen der Opfer
- 2017 : Lucky Loser - Ein Sommer in der Bredouille : Rosi
- 2017 : Sommerhäuser : Ilse
- 2018 : Der Junge muss an die frische Luft
- 2019 : Als Hitler das rosa Kaninchen stahl
- 2024 : La Belle Affaire ( 	Zwei zu Eins) de Natja Brunckhorst

## Récompenses et distinctions
- Prix Goethe de la Ville de Berlin (1989)
- (en) Ursula Werner: Awards, sur l'Internet Movie Database